# Konrad Hager
Konrad Hager (* ca. 1475 in Frontenhausen; † 1541) war ein deutscher katholischer Pfarrer und Chorherr. 

## Wirken
Über das Leben des katholischen Pfarrers und späteren Chorherrn (Kanonikus), der aus dem Ort Frontenhausen östlich von Landshut in Niederbayern stammte, ist nur sehr wenig bekannt. Im Sommersemester 1492 wird er in der Matrikel der Universität Leipzig als Student erwähnt, 1496 dann in der Matrikel der Universität Tübingen. Bis spätestens 1529 war er als Pfarrer im württembergischen Ort Renningen (zwischen Weil der Stadt und Leonberg) tätig, 1529 wurde er dann Chorherr (Kanoniker) am Stift St. Moritz in Rottenburg-Ehingen. Er starb 1541 höchstwahrscheinlich krankheitshalber auf einer Reise, die er für sein Stift unternahm. 
Bekannt ist Konrad Hager vor allem durch seine große Handschriften- und Büchersammlung. Bereits 1522 stiftete er der Universität Tübingen das Frontenhausensche Stipendium. Damit sollten Verwandte, Freunde und Bürger aus seinem Geburtsort Frontenhausen sowie andere Bedürftige bei ihrem Studium der (katholischen) Theologie in Tübingen durch jährliche Stipendien gefördert werden. Dieses von Hager im Jahre 1529 nochmals erhöhte Stipendium wurde erst 1964 vom Land Baden-Württemberg aufgehoben, nachdem es in den vorangegangenen Jahrhunderten nur sehr wenig in Anspruch genommen worden war. Außerdem vermachte Konrad Hager seine gesamte Habe der Universität Tübingen. Hierzu gehörte vor allem seine Handschriften- und Büchersammlung. Sie umfasste insgesamt 257 Buchtitel, davon 180 aus dem Fachgebiet Theologie, sowie etliche Handschriften. Viele dieser Bände weisen noch den Originaleinband auf, der vielfach aus Werkstätten im Raum Tübingen wie etwa von Johannes Zoll stammte. 
Da das Tübinger Universitätshaus 1534 abbrannte und dabei auch der erste Bestand der Universitätsbibliothek Tübingen vernichtet wurde, sind die Bücher von Konrad Hager ein wesentlicher Teil des frühen Bestands der Universitätsbibliothek, der bis heute erhalten geblieben ist.